# هايدرو مان
هايدرو مان هو شرير خارق في مارفل كومكس من ابتكار دينيس أونيل وجون روميتا، الابن.ظهرت الشخصية لأول مرة في يناير 1981.